# Storenomorpha arboccoae
Storenomorpha arboccoae är en spindelart som beskrevs av Rudy Jocqué och Robert Bosmans 1989. Storenomorpha arboccoae ingår i släktet Storenomorpha och familjen Zodariidae.
Artens utbredningsområde är Myanmar. Inga underarter finns listade i Catalogue of Life.